# اس‌اس رجینا (۱۹۰۷)
اس‌اس رجینا (۱۹۰۷) (به انگلیسی: SS Regina (1907)) یک کشتی بود که طول آن ۲۴۹ فوت ۳ اینچ (۷۵٫۹۷ متر) بود. این کشتی در سال ۱۹۰۷ ساخته شد.